# Philodromus planus
Philodromus planus este o specie de păianjeni din genul Philodromus, familia Philodromidae. A fost descrisă pentru prima dată de L. Koch, 1875. Conform Catalogue of Life specia Philodromus planus nu are subspecii cunoscute.